# Universität Kapstadt

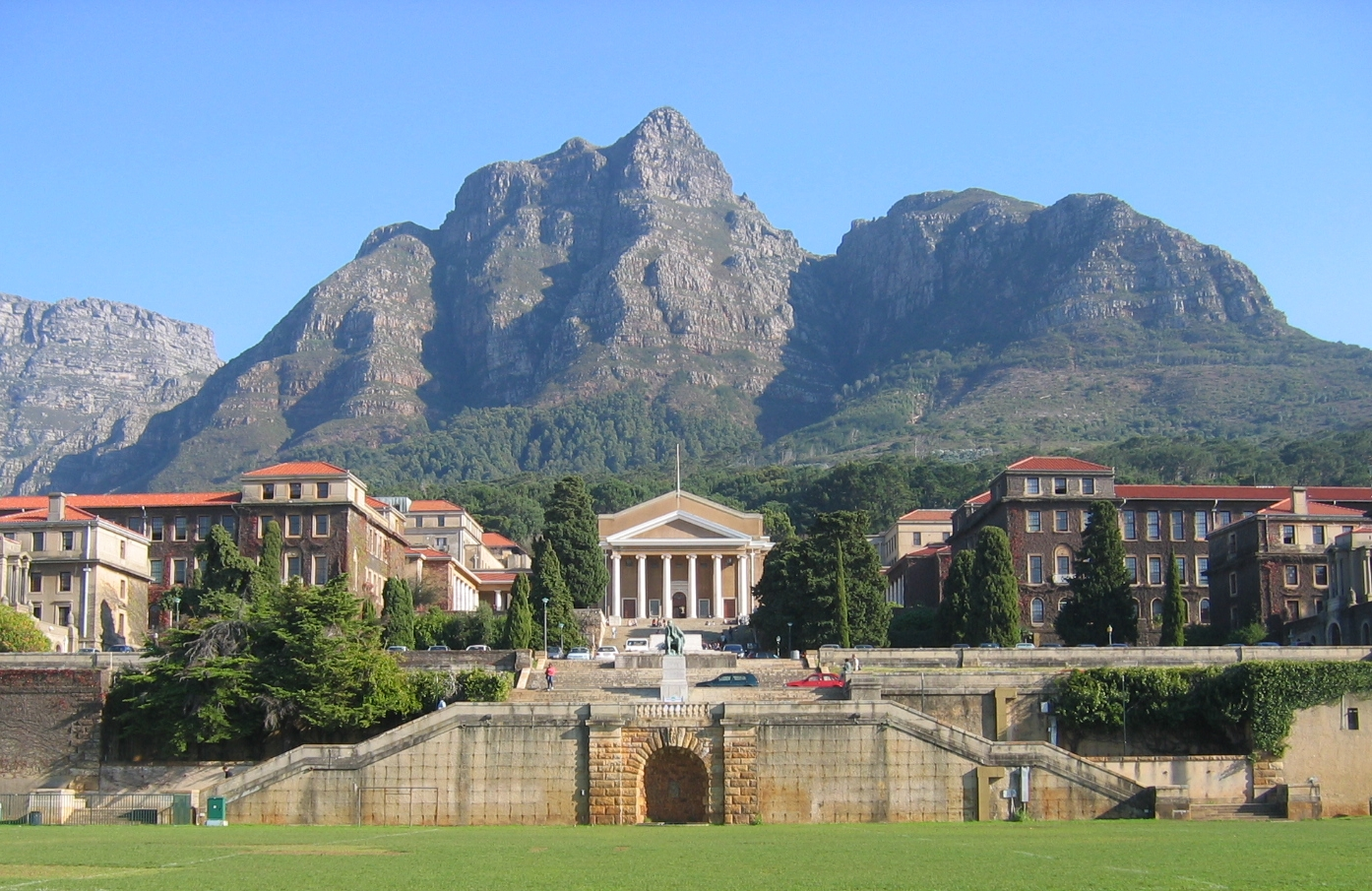
Hauptcampus mit dem Devil’s Peak im Hintergrund

Die Universität Kapstadt (Afrikaans: Universiteit van Kaapstad; englisch: University of Cape Town; kurz UCT) ist eine Universität in Kapstadt in der südafrikanischen Provinz Westkap. Sie wurde im Jahr 1829 gegründet und ist somit Südafrikas älteste Universität. Sie befindet sich an den Flanken eines der Gipfel des Tafelberg-Massivs, dem Devil’s Peak. 2023 besuchten 29.427 Studierende die Universität, wovon rund 16 % aus dem internationalen Ausland kamen.
Laut allen großen Universitätsrankings belegt die Universität Kapstadt den ersten Platz unter allen afrikanischen Universitäten. Im Bereich der Entwicklungsforschung liegt die Universität gemeinsam mit der Columbia University auf Platz 15 des QS Rankings im Jahr 2024, in Medizin, Anthropologie und Geografie weiter unter den weltweit 100 besten Universitäten.

## Geschichte

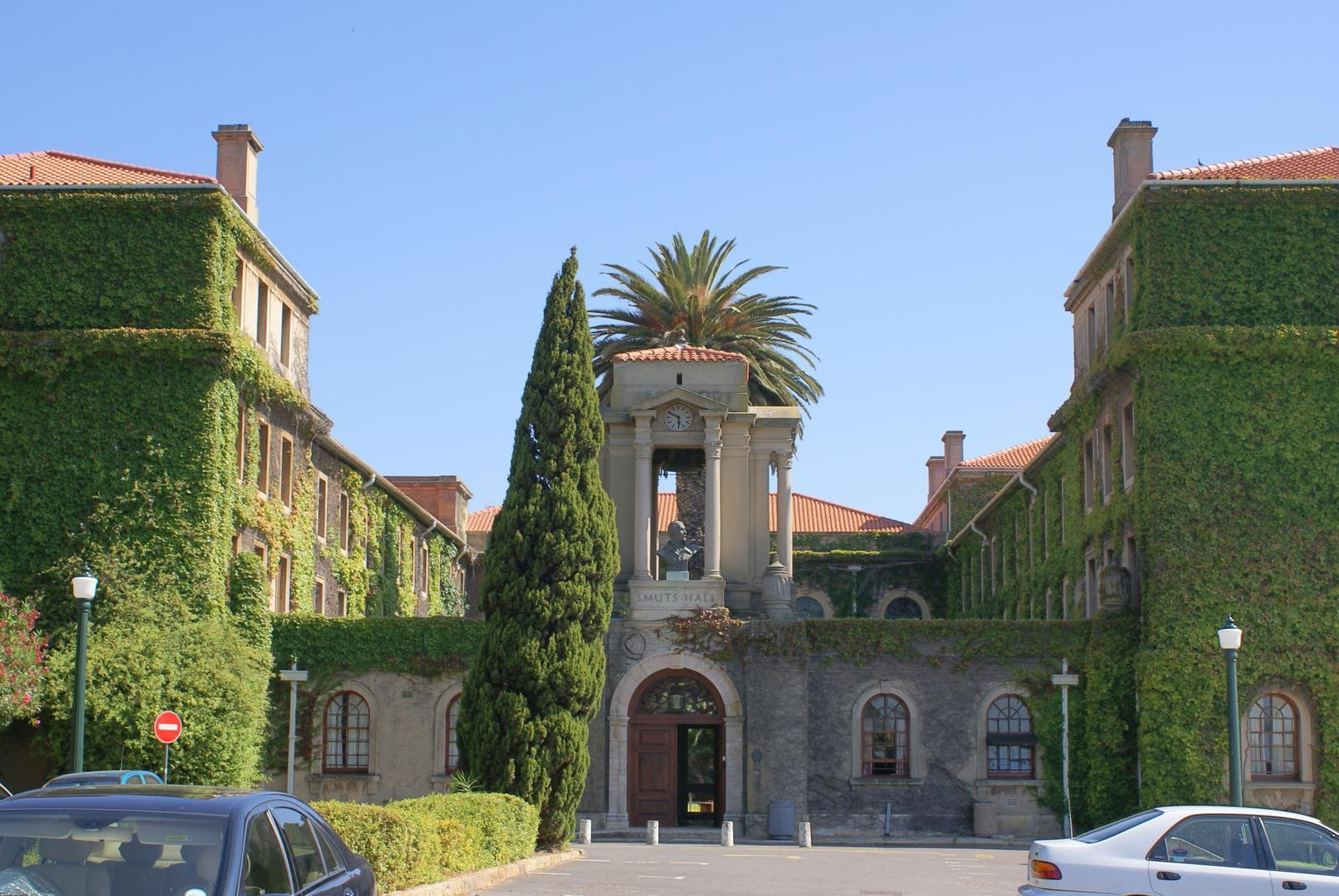
Studierendenwohnheime auf dem Campus

Die Universität wurde 1829 als South African College gegründet. Gegen Ende des 19. Jahrhunderts entwickelte sich daraus die erste Universität im heutigen Südafrika. 1887 wurden erstmals Frauen zugelassen seit 1918 trägt sie ihren heutigen Namen.
2015 begann die studentische Protestaktion #RhodesMustFall, deren Ziel die Entfernung einer Statue Cecil Rhodes’ auf dem Universitätsgelände war. Die Proteste hielten lange an und richteten sich schließlich gegen eine Erhöhung der Studiengebühren, das Outsourcing von Mitarbeitern und patriarchalische Umgangsformen auf dem Campus.
Bei einem Flächenbrand am Tafelbergmassiv in der Umgebung von Rondebosch verlor die Universität am 18. April 2021 wertvolle Bestände aus ihren historischen Sammlungen.

## Organisation

### Leitung
Die Universität wird nominell von einem Kanzler (Chancellor) geleitet. Diese Position hat ausschließlich repräsentative Funktionen zu erfüllen und wird auf zehn Jahre vergeben. Ihre wichtige Aufgabe ist die Vergabe akademischer Abschlüsse. Von September 1999 bis Dezember 2019 hatte Graça Machel diese Position in zwei Amtszeiten inne. Sie wurde 2020 von Precious Moloi-Motsepe abgelöst.
Wichtigste Person ist hingegen der Vize-Kanzler (Vice-Chancellor), der sämtliche akademische und Verwaltungsangelegenheiten der Universität verantwortet. Aktuelle Vize-Kanzlerin ist seit Juli 2018 die Mathematikerin Mamokgethi Phakeng.
Die akademische Leitung obliegt dem Senat, der vom Vize-Kanzler geleitet wird. Neben dem Vize-Kanzler gehören ihm der Registrar, vier stellvertretende Vize-Kanzler, zwei Pro-Vizekanzler, die Dekane der Fakultäten sowie geschäftsführende Direktoren an.
Für die strategische Ausrichtung ist der Universitätsrat zuständig. Er verantwortet Richtlinien und finanzielle Planung. Gemäß dem südafrikanischen Hochschulbildungsgesetz Higher Education Act von 1997 setzt er sich vor allem aus nicht-akademischen Personen zusammen. So führt der Kapstädter Erzbischof Njongonkulu Ndungane den Universitätsrat.

### Fakultäten
Die UCT besteht aus sechs Fakultäten und einem Zentralinstitut, die sich auf sechs Campusbereiche verteilen:
- Handel
- Ingenieurwissenschaften
- Gesundheitswissenschaften
- Geisteswissenschaften
- Rechtswissenschaft
- Naturwissenschaften
- Zentrum für höhere Bildung

Die Fakultäten sind wiederum in Departments unterteilt. 

### Internationale Partnerschaften
Die Universität Kapstadt bietet gemeinsam mit der London School of Economics and Political Science (LSE) einen Doppel-MA-Studiengang in Medienwissenschaften an.
In Deutschland unterhält die UCT Austausch-Abkommen mit der Freien Universität Berlin, der Universität Hamburg, der Ludwig-Maximilians-Universität München, dem Karlsruher Institut für Technologie (KIT), der Munich Business School und der Bucerius Law School. 

## Mitgliedschaften
Die Universität Kapstadt ist Mitglied folgender Verbände und Netzwerke:
- Association of African Universities
- Association of Commonwealth Universities
- Cape Higher Education Consortium
- Higher Education South Africa
- International Alliance of Research Universities[19]
- International Association of Universities
- Worldwide Universities Network

## Bekannte Absolventen

### Nobelpreisträger
Vier Absolventen der Universität Kapstadt sind Träger eines Nobelpreises:
- Max Theiler (1899–1972), Nobelpreis für Physiologie oder Medizin, 1951, für seine Entwicklung eines Impfstoffes gegen das Gelbfieber
- Allan McLeod Cormack (1924–1998), Nobelpreis für Medizin, 1979
- Sir Aaron Klug (1926–2018), Nobelpreis für Chemie, 1982
- J. M. Coetzee (* 1940), Nobelpreis für Literatur, 2003

### Weitere
- Roger Ebert (1942–2013), Filmkritiker
- Edward Neville Isdell (* 1944), ehemaliger CEO der Coca-Cola Company
- Gail Kelly (* 1956), Bankmanagerin
- Gwen Lister (* 1953), Journalistin und Gründerin der Tageszeitung The Namibian
- Nicolaas Petrus van Wyk Louw (1906–1970), Schriftsteller und Literaturwissenschaftler
- Pretty Yende (* 1985), Opernsängerin
- Marlene Dumas (* 1953), bildende Künstlerin

## Professoren
- Katrine Harries (1914–1978), Hochschullehrerin für Radierung sowie Lithografie und später für Typografie
- David Unterhalter (* 1958), ehemaliges Mitglied am Appellate Body der WTO und Richter an südafrikanischen Gerichten.